# Йохан Рантцау
Йохан Рантцау (на немски: Johann Rantzau; * 12 ноември 1492 в Щайнбург в Зюдерау; † 12 декември 1565 в Брайтенбург) е благородник от Рантцау в Южен Шлезвиг-Холщайн, рицар, господар на Брайтенбург, Боткамп, Щуренхаген и Мелбек, главен военен и съветник на датските крале.
Той е син на Хайнрих Рантцау († 1497), господар на Брайтенбург, амтман на дворец Щайнбург при Ицехое, и съпругата му Олегаард (Оелгард) фон Бухвалд († ок. 1538), дъщеря на Дитлев Бухвалд († ок. 1487) и Магдалена Хумерсбютел († 1501). Внук е на Брайде Кайзен Рантцау, господар на Крумендик и Гламбек († сл. 1461) и Друда Ратлау († 1451). Брат е на Катарина фон Рантцау, Повл (Павел) Рантцау-Хоенфелде († 1521), Друда Рантцау (1485 – 1563) и Кай Хенриксен Рантцау, господар на Клеткамп и Ханерау († сл. 1560).
На 13 години Йохан Рантцау участва във военен поход в съседството. През 1516 г. той започва голямо пътуване през Англия за Испания, до гроба на Св. Яков в Сантяго де Компостела, след това през Средиземно море отива в Йерусалим, където става рицар. Навръщане той е в Рим, където целува кракът на папа Лъв X, след това пътува през Италия, Франция и Германия.
След това херцогът на Шлезвиг и Холщайн Фредерик I (1471 – 1533), по-късният крал на Дания, го прави дворцов майстер на син си Кристиан III (1503 – 1559), когото придружава през 1521 г. до имперското събрание във Вормс, където Мартин Лутер се представя пред император Фердинанд II и империята. Там Рантцау и трон-принцът стават привърженици на Лутер.
Йохан Рантцау води битки за Кристиан III. След 1534 г. той е държавник, дипломат също щатхалтер на Шлезвиг-Холщайн. След 1544 г. той напуска всичките си служби.
Йохан Рантцау построява през 1531 г. своя дворец Брайтенбург. Той умира на 73 години на 12 декември 1565 г. в Брайтенбург. Големият му син Хайнрих наследява господството Брайтенбург, а малкият му син Паул получава имението Боткамп.
Родът Рантцау принадлежи към най-богатите и влиятелни фамилии на Шлезвиг-Холщайн, през 16 и 17 век е собственик на ок. 70 имоти в страната.

## Фамилия
Йохан Рантцау се жени ок. 1525 г. за племенницата му Анна Валстроп (ок. 1505 – 1582), дъщеря на Герт Валстроп († 1500) и на сестра му Катерина Рантцау. Те имат децата:
- Хайнрих Рантцау (* 11 март 1526, Щайнбург; † 31 декември 1598 Брайтенбург), щатхалтер на Шлезвиг-Холщайн, женен на 23 октомври 1554 г. за Кристина фон Хале (* 11 декември 1533 в дворец Раден; † 26 юли 1603 в дворец Брайтенбург), наследничка на Дракенбург и Ринтелн
- Паул Рантцау (* 16 октомври 1527, Щайнбург; † 24 август 1579), господар на Боткамп, женен на 13 август 1553 г. за Беата Зеещед (* 23 януари 1535; † 8 януари 1589)
- Салома Рантцау († 1586)

- Дворецът Брайтенбург (1590)
- Дворец Брайтенбург